# ایگور تر-هوهانیسیان
ایگور آرامی تر-هوهانیسیان (ارمنی: Իգոր Արամի Տեր-Հովհաննիսյան; روسی: Игорь Арамович Тер-Ованесян زاده ۱۹ مه ۱۹۳۸) دونده بازنشسته رشته پرش طول ارمنی‌تبار اهل اتحاد شوروی است که در بازی‌های المپیک، مسابقات قهرمانی دو و میدانی اروپا و مسابقات قهرمانی داخل سالن اروپا در مجموع موفق به کسب ۳ مدال طلا، ۳ مدال نقره و ۲ مدال برنز شد.

## نگارخانه

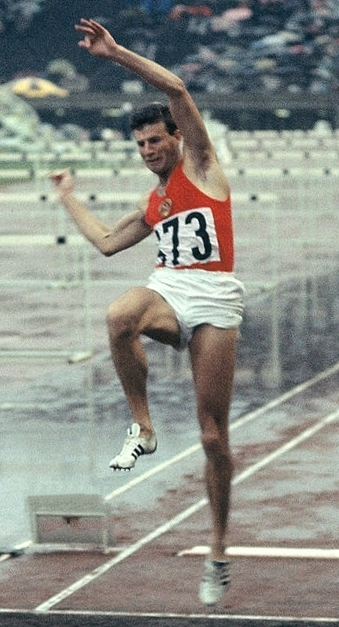
ایگور تر-هوهانیسیان در بازی‌های المپیک ۱۹۶۴